# Ruský státní symfonický orchestr
Státní akademický symfonický orchestr Ruské federace J. F. Světlanova (rusky Госуда́рственный академи́ческий симфони́ческий орке́стр Росси́йской Федера́ции и́мени Светла́нова, zkráceně GASO) je významný ruský symfonický orchestr.

## Historie
Byl založen v roce 1936 jako Státní akademický symfonický orchestr SSSR (rusky Госуда́рственный академи́ческий симфои́ический орке́стр СССР) a poprvé vystoupil 5. října 1936 ve Velkém sále Moskevské konzervatoře.
Od poloviny 50. let a zejména po nástupu Jevgenije Světlanova na post šéfdirigenta se intenzivně věnoval nahrávání, z té doby pochází i projekt Antologie ruské symfonické hudby. V roce 1956 byl prvním souborem svého druhu, který ze Sovětského svazu vyrazil na zahraniční turné.
V roce 1991 byl orchestr přejmenován na Státní akademický symfonický orchestr Ruska. V roce 2000 odvolal ruský ministr kultury Světlanova z důvodu, že se podle názoru ministra věnoval přehnaně vystupování v zahraničí.
V roce 2006 získal orchestr jméno Světlanova, který zemřel v roce 2002.

## Šéfdirigenti
- 1936–1941 – Alexandr Gauk
- 1941–1945 – Natan Rachlin
- 1946–1965 – Konstantin Ivanov
- 1965–2000 – Jevgenij Světlanov
- 2000–2002 – Vasilij Sinajskij
- 2002–2011 – Mark Gorenštějn